# هیو پواتیه
هیو پواتیه (انگلیسی: Hugh of Poitiers - م. ۱۱۶۷) راهب بندیکتی و تاریخ‌نگار فرانسوی است. هیستوریا ویتزلیاچسیس موناستری (Historia Vizeliacensis monasterii) اثر اوست که میان سال ۱۱۴۰ تا ۱۱۶۰ به رشته تحریر درآمد. این اثر که کتاب مهمی در رابطه تاریخ فرانسه در قرون وسطی به‌شمار می‌رود، به‌طور مفصل به آمادگی و حضور لوئی هفتم در جنگ صلیبی دوم و اراضی مقدس پرداخته‌است.